# Pilatus PC-24
Pilatus PC-24 je dvomotorni reaktivno poslovno letalo, ki ga trenutno (2014) razvija švicarsko podjetje Pilatus.Je Pilatusovo prvo reaktivno letalo.
PC-24 je bil zasnovan na podlagi želj operaterjev turbopropelerskega PC-12, ki so hoteli večji dolet, hitrost in možnost delovanja s kratkih stez.
Letalo so predstavili publiki 21. maja 2013 v Ženevi na European Business Aviation Convention & Exhibition (EBACE). Prvi polet naj bi bil ob koncu leta 2014 in prva dobava leta 2017. Prodajna cena naj bi bil $ 9 milijonov. 
PC-24 bo konuriral poslovnim letalo Embraer Phenom 300 in Cessna Citation CJ4.
Dolet bo 3300 kilometrov s šestimi potniki, potovalna hitrost bo okrog 780 km/h. Poganjala ga bosta dva turboventilatorska motorja Williams FJ44-4A nameščena na repu. Imel bo tudi večja vrata za tovor. Vzletna razdalja bo 820 metrov, pristajalna pa 770 metrov. Imel naj bi možnost delovanja s travnih in slabo pripravljenih stez. Pilatus trdi, da bo lahko uporabljal 21000 letališč, ki jih druga poslovna letala na morejo.
Kot pri drugih lahkih reaktivcih, bo tudi PC-24 certificiran za enočlansko posadko (1 pilot).

## Tehnične specifikacije
- Posadka: 1 ali dva
- Kapaciteta: do 10 potnikov
- Dolžina: 16,8 m (55 ft 1 in)
- Razpon kril: 17,0 m (55 ft 9 in)
- Višina: 5,3 m (17 ft 5 in)
- Prazna teža: 4 967 kg (10 950 lb)
- Maks. vzletna teža: 8 006 kg (17 650 lb)
- Motorji: 2 × Williams FJ44-4A turbofana, potisk 15 kN (3 400 lbf) vsak

- Maks. hitrost: 787 km/h; 489 mph (425 kn)
- Dolet: 3 610 km; 1 949 nmi (2 243 mi)
- Višina leta (servisna): 13 716 m (45 000 ft), 7 925 m (26 000 ft) na enem motorju
- Obremenitev kril: 259 kg/m2 (53,1 lb/sq ft)